# 오각기둥
오각기둥은 밑면이 오각형인 각기둥을 말한다. 옆면은 직사각형이고, 밑면은 오각형이다.

## 개수
- 면의 개수: 7개
- 모서리의 개수: 15개
- 꼭짓점의 개수: 10개